# Surapata
Surapata, även Sorapata, (möjligen från aymara 'sura', en art av Pachyrhizus, jamsbönrot och spanska 'pata' tass), är ett berg i norra delen av bergskedjan Cordillera Apolobamba på gränsen mellan Bolivia och Peru. Surapata ligger cirka 5 900 meter över havet. På den bolivianska sidan ligger det i departementet La Paz i provinsen Franz Tamayo i kommunen Pelechuco, och på den peruanska sidan ligger det i departementet Puno.
Surapata ligger mellan Luqhu Phawchinta och Khunuyu i norr,  och i söder ligger det nära berget Chaupi Orco (Wisk’achani). Sjön Japuqucha ligger sydost därom.